# Charles Arthur Musés
Charles Arthur Musé, ameriški arheolog in mistik, * 28. april, 1919, Jersey City, New Jersey, ZDA, †  2000

## Življenje
Musé se je rodil v Jersey Cityju, odraščal pa je na Long Islandu  v New Yorku. Njegov oče je zapustil družino, ki je bil  Musé še mlad. 

## Delo
Bil je ustanovitelj šamanskega gibanja z imenom Levja pot (Lion Path). Imel je sporne poglede na matematiko, fiziko, filozofijo in še nekatere druga področja znanosti. 
Doktoriral je na Univerzi Columbia v letu 1951.
Predlagal je astrološko metodo, ki jo je imenoval kronotopologija, s katero bi lahko določal multirazsežno strukturo časa.
Med največjimi dosežki je njegovo predvidevanje matematične strukture števil, danes imenovane Muséjeva hiperštevila, ki vključujejo algebre hiperkompleksnih števil kot so kompleksna in hiperbolična števila. Pripisal jim je tudi nivoje, ki so bili osnovani na aritmetičnih značilnostihštevil. 
Objavljal je pod različnimi psevdonimi (Musès, Musaios, Kyril Demys, Arthur Fontaine, Kenneth Demarest in Carl von Balmadis).